# Ferencz Ambruș
Ferencz Ambruș (ur. 2 marca 1930 w Klużu) – rumuński pięściarz, uczestnik Igrzysk Olimpijskich w 1952 w Helsinkach. Na igrzyskach wziął udział w turnieju w wadze lekkopółśredniej. W pierwszej rundzie wygrał 3:0 z Duńczykiem Hansem Petersenem, natomiast w następnej walce z powodu kontuzji przegrał z Wiktorem Miednowem.